# قطعنامه ۱۱۷ شورای امنیت
قطعنامه  ۱۱۷ شورای امنیت سازمان ملل متحد که در تاریخ ۰۶ سپتامبر ۱۹۵۶ تصویب شد، سندی بین‌المللی دربارهٔ دیوان بین‌المللی دادگستری است. این قطعنامه طی نشست ۷۳۳ام  موافق،  مخالف و  ممتنع تصویب شد.